# Stadtmuseum Herzogenaurach

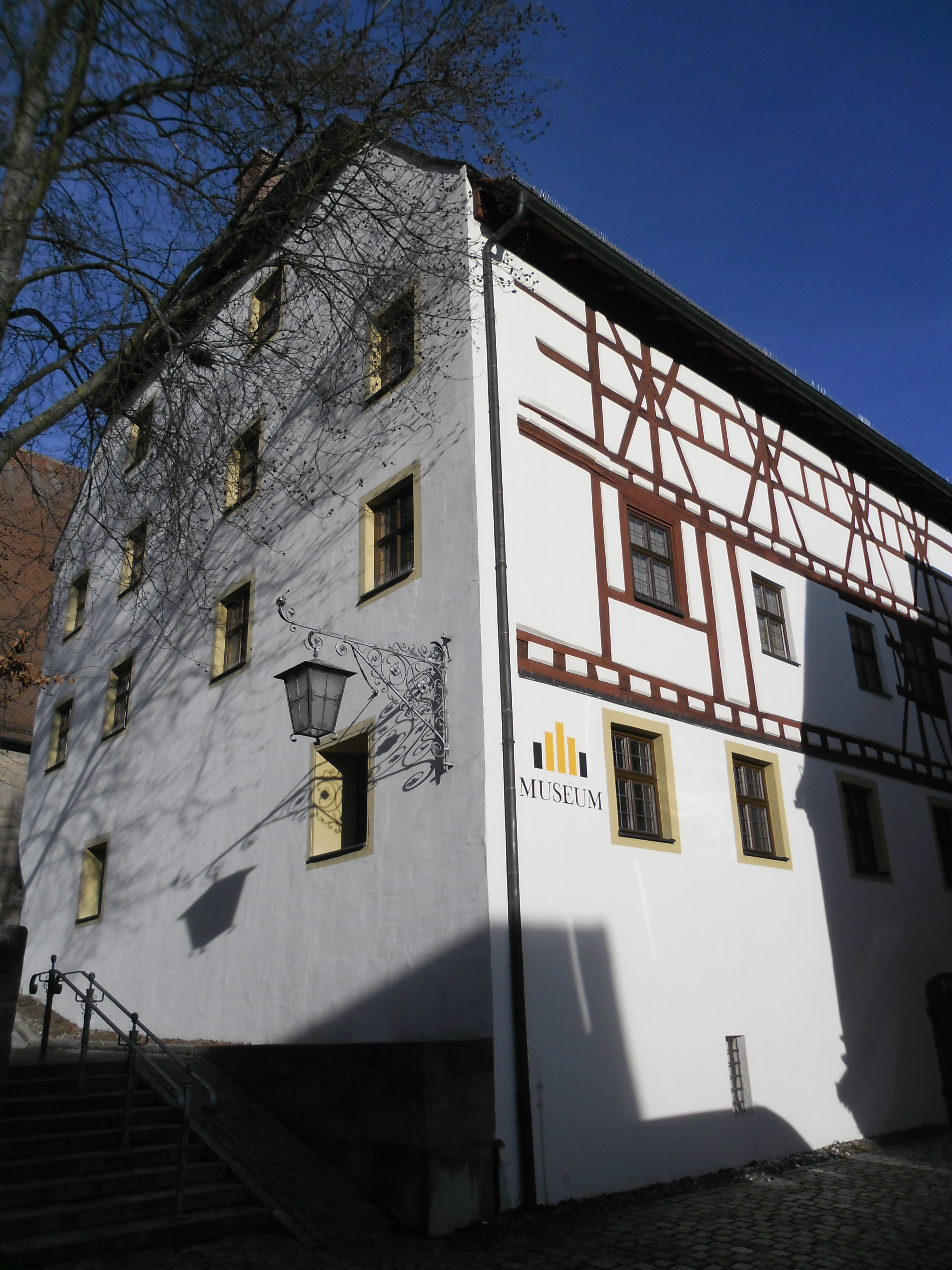
Stadtmuseum Herzogenaurach

Das Stadtmuseum im fränkischen Herzogenaurach präsentiert die geschichtlichen Ereignisse der 1000-jährigen Vergangenheit der Stadt sowie die Geschichte der großen Konzerne adidas und Puma sowie der Schaeffler-Gruppe, die hier ihren Hauptsitz haben.

## Geschichte
1908 eröffnete der Historische Verein im Stadtturm ein erstes Museum mit alten Handwerksgeräten und volkskundlichen Exponaten. Während und nach dem Zweiten Weltkrieg ging durch Plünderungen allerdings ein großer Teil der Bestände verloren. Ab 1969 war die Sammlung im ehemaligen Amtsschloss untergebracht, sie wurde vom Herzogenauracher Heimatverein ehrenamtlich neu aufgebaut. Im Herbst 2000 wurde das Museum im ehemaligen Spital zum Heiligen Geist am Kirchenplatz neu eröffnet.

## Gebäude
Das Spital geht auf eine Stiftung von Conrad Reyter zurück, der es 1508 zur Versorgung alter und behinderter Bürger der Stadt erbauen ließ. Das spätmittelalterliche Fachwerkgebäude ist heute Baudenkmal. Der wuchtige Stockwerkbau mit zwei Gewölbekellern wurde im Erdgeschoss mit Werksteinmauerwerk errichtet, auf dem eine mehrstöckige Fachwerkkonstruktion ruht.

## Sammlung
Das Museum zeigt auf einer Fläche von über 700 Quadratmetern die Geschichte der Stadt. Der Ausstellungsbereich „Stadtgeschichte“ thematisiert den Alltag der Ackerbürger in dem mittelalterlichen Städtchen, die Organisation des städtischen Gemeinwesens und die Rechte des Landesherrn sowie in den Kriegs- und Krisenjahren der ersten Hälfte des 20. Jahrhunderts, bis zur Ansiedlung von neuer Industrie, die den Ort weltbekannt machte.
Der Bereich „Handwerk und Industrie“ zeigt Exponate zur wirtschaftlichen Entwicklung der Stadt vom Mittelalter bis zum Strukturwandel nach dem Zweiten Weltkrieg. Schwerpunkte bilden die bis heute im Ort ansässigen Unternehmen Adidas und Puma. Eine 1968 hinzugekommene Privatsammlung umfasst neben Kunstgewerbe und bürgerlicher Wohnkultur Grafikblätter sowie seltene Druckschriften. Im früheren Speicherboden des Spitals sind sakrale Gemälden und Skulpturen ausgestellt.